# 金沢治
金沢 治（かなざわ おさめ、1899年（明治32年）2月14日 - 1981年（昭和56年）5月12日）は日本の歌人、郷土史家、方言研究家。飯田義資（1894-1973）・一宮松次（1897-1972）と共に徳島県郷土史研究の三大長老の1人とされる。徳島県郷土資料専門調査員を務めた。

## 来歴
1899年2月14日、徳島県美馬郡半田町(現:つるぎ町)に金沢与平の長男として生まれる。
1918年3月、徳島県師範学校本科第一部を卒業する。
1923年4月、上京し国学院大学高等師範部に入学する。在学中は折口信夫に師事する。
1926年、国学院大学高等師範部を卒業し、神奈川県立商工高等学校に就職する。
1927年、帰郷し徳島県立徳島中学校に転任する。
1930年10月6日、文部省が懸賞応募した「日本青年の歌」に歌詞が当選する。
1933年、徳島県立美馬高等女学校に転任する。
1940年、徳島県民歌を作詞する。
1942年、徳島県立海部高等女学校の校長となる。
1945年、徳島県立美馬高等女学校の校長となる。
1947年、私立香蘭高等学校に転任する。
1950年4月から徳島県史編纂を企画する。同年7月、徳島県立辻高等学校の講師となる。
1959年11月、「徳島県史編さん委員会」を発足する。
1967年、徳島県資料調査員に任ぜられる。1973年11月、胸部疾患により退職する。
1972年、徳島県文化財専門委員を委嘱せられる。
1971年11月、徳島県民賞を受ける。
1972年5月、徳島県知事表彰を、同年11月、勲四等瑞宝章を受ける。
1981年5月11日、昼過ぎから散歩に出掛けたまま帰らなくなり、翌日に徳島市八万町の圓福寺において「これ以上老醜をさらしたくないので自決する」という旨の遺書を残し、首吊り自殺をしているのが発見される。

## 主な著書

### 単著
- 『阿波の鬼事遊び十二種』地平社書房、1930年8月。
- 『阿波美馬郡方言語彙』春陽堂、1934年2月。
- 『白庭』徳島歌人社、1948年9月。 NCID BA58502890。
- 『阿波に於けるアクセントの研究』金沢治、1950年。 NCID BB06667793。
- 『阿波方言 第1巻 第3号』徳島県教育研究所、1952年1月。
- 『柊のうた』金沢治先生環暦記念刊行会、1959年8月。 NCID BN11477000。
- 『阿波言葉の辞典』徳島県教育会、1960年3月。 NCID BN05756804。全国書誌番号:60014446。
  - 『阿波言葉の辞典』（改訂増補版）徳島市中央公民館〈徳島市民双書〉、1972年10月。 NCID BN14502170。全国書誌番号:75000496。
  - 『阿波言葉の辞典』（改訂3版）小山助学館、1976年8月。 NCID BN14116585。
- 『庚午事変の再検討と北海道移住の始末』1960年5月。
- 『方言アクセントからみた阿讃の交渉』金沢治、1960年。 NCID BB28958177。
- 『阿波言葉の語法』徳島市中央公民館付属図書館、1961年3月。 NCID BN05756950。全国書誌番号:61009699。
- 『阿波民俗資料集』金沢治、1962年12月。 NCID BN11481165。
- 『徳島県史史料』徳島県史編さん委員会、1962年。
- 『阿波民俗資料 年中行事』金沢治、1963年。
- 『岡本韋庵先生の家系と年譜』1964年。
- 『阿波郷土史伝』金沢治、1967年9月。
- 『阿波の春秋』徳島県教育会〈とくしま新書〉、1971年1月。 NCID BA80603226。
- 『徳島』第一法規出版〈日本の民俗 36〉、1974年8月。 NCID BN01544928。全国書誌番号:73017172。
- 『失われつつある阿波言葉』金沢治、1974年3月。 NCID BB06669802。
- 『徳島県政外史』金沢治、1974年。
- 『夕鶏』徳島歌人新社〈徳島歌人叢書 17〉、1975年。

### 共著
- 金沢治、金沢信子『青萱』金沢治・金沢信子、1938年。全国書誌番号:44007801。
- 金沢治、市原輝士、松本麟一、桂井和雄『四国の民間信仰』明玄書房、1973年。 NCID BN04121319。全国書誌番号:73009295。

### 監修
- 徳島県立図書館 編『続阿波国徴古雑抄』 二、出版、1973年2月15日。(要登録)